# Campbell Manning Christie
Campbell Manning Christie, britanski general, * 1893, † 1963.